# Gosei 1993
Il Gosei 1993 è stata la diciottesima edizione del torneo goistico giapponese Gosei. 

## Svolgimento
- W indica vittoria col bianco
- B indica vittoria col nero
- X indica la sconfitta
- +R indica che la partita si è conclusa per abbandono
- +N indica lo scarto dei punti a fine partita
- +F indica la vittoria per forfeit
- +T indica la vittoria per timeout
- +? indica una vittoria con scarto sconosciuto
- V indica una vittoria in cui non si conosce scarto e colore del giocatore

### Fase preliminare
La fase preliminare serve a determinare chi accede al torneo per la selezione dello sfidante. Consiste in un torneo preliminare, i cui vincitori sono qualificati al torneo per la determinazione dello sfidante.

### Determinazione dello sfidante
|  | Primo turno        | Primo turno |  |  | Secondo turno      | Secondo turno |                 |                  | Terzo turno | Terzo turno |  |  | Semifinale | Semifinale |  |  | Finale | Finale |
|  |                    |             |  |  |                    |               |                 |                  |             |             |  |  |            |            |  |  |        |        |
|  | Yoshio Ishida      |             |  |  |                    |               |                 |                  |             |             |  |  |            |            |  |  |        |        |
|  | Masamitsu Tsuchida | W+R         |  |  | Masamitsu Tsuchida |               |                 |                  |             |             |  |  |            |            |  |  |        |        |
|  | Tetsuya Kiyonari   |             |  |  | Naoto Hikosaka     | B+4,5         |                 |                  |             |             |  |  |            |            |  |  |        |        |
|  | Naoto Hikosaka     | W+R         |  |  |                    |               |                 | Naoto Hikosaka   |             |             |  |  |            |            |  |  |        |        |
|  | Makoto Doi         |             |  |  | Akira Ishida       | W+R           |                 |                  |             |             |  |  |            |            |  |  |        |        |
|  | Goro Miyazawa      | B+6,5       |  |  | Goro Miyazawa      |               |                 |                  |             |             |  |  |            |            |  |  |        |        |
|  | Hideyuki Fujisawa  |             |  |  | Akira Ishida       | W+R           |                 |                  |             |             |  |  |            |            |  |  |        |        |
|  | Akira Ishida       | B+R         |  |  |                    |               |                 | Akira Ishida     |             |             |  |  |            |            |  |  |        |        |
|  | Hideo Otake        |             |  |  | Satoru Kobayashi   | B+R           |                 |                  |             |             |  |  |            |            |  |  |        |        |
|  | Kunio Hisajima     | B+R         |  |  | Kunio Hisajima     |               |                 |                  |             |             |  |  |            |            |  |  |        |        |
|  | Katsuaki Kubo      |             |  |  | Ō Rissei           | B+R           |                 |                  |             |             |  |  |            |            |  |  |        |        |
|  | Ō Rissei           | B+2,5       |  |  |                    |               | Ō Rissei        |                  |             |             |  |  |            |            |  |  |        |        |
|  | Ryuzo Sakaguchi    |             |  |  | Satoru Kobayashi   | W+R           |                 |                  |             |             |  |  |            |            |  |  |        |        |
|  | Naoki Miyamoto     | B+R         |  |  | Naoki Miyamoto     |               |                 |                  |             |             |  |  |            |            |  |  |        |        |
|  |                    |             |  |  | Satoru Kobayashi   | W+2,5         |                 |                  |             |             |  |  |            |            |  |  |        |        |
|  |                    |             |  |  |                    |               |                 | Satoru Kobayashi |             |             |  |  |            |            |  |  |        |        |
|  | Yoshio Ueki        |             |  |  | Rin Kaiho          | W+0,5         |                 |                  |             |             |  |  |            |            |  |  |        |        |
|  | Tadashi Kanashima  | B+3,5       |  |  | Tadashi Kanashima  |               |                 |                  |             |             |  |  |            |            |  |  |        |        |
|  | Norimoto Yoda      |             |  |  | Masaki Takemiya    | B+R           |                 |                  |             |             |  |  |            |            |  |  |        |        |
|  | Masaki Takemiya    | B+1,5       |  |  |                    |               | Masaki Takemiya |                  |             |             |  |  |            |            |  |  |        |        |
|  | Yutaka Shiraishi   |             |  |  | Masao Kato         | B+5,5         |                 |                  |             |             |  |  |            |            |  |  |        |        |
|  | Toshio Kori        | B+R         |  |  | Toshio Kori        |               |                 |                  |             |             |  |  |            |            |  |  |        |        |
|  | Kaei Chin          |             |  |  | Masao Kato         | B+R           |                 |                  |             |             |  |  |            |            |  |  |        |        |
|  | Masao Kato         | B+R         |  |  |                    |               | Masao Kato      |                  |             |             |  |  |            |            |  |  |        |        |
|  | Cho Sonjin         |             |  |  | Rin Kaiho          | B+2,5         |                 |                  |             |             |  |  |            |            |  |  |        |        |
|  | Koichi Oya         | B+8,5       |  |  | Koichi Oya         |               |                 |                  |             |             |  |  |            |            |  |  |        |        |
|  | Hidehito Nakamura  |             |  |  | Cho Chikun         | B+R           |                 |                  |             |             |  |  |            |            |  |  |        |        |
|  | Cho Chikun         | W+2,5       |  |  |                    |               | Cho Chikun      |                  |             |             |  |  |            |            |  |  |        |        |
|  | Shuzo Ohira        |             |  |  | Rin Kaiho          | B+2,5         |                 |                  |             |             |  |  |            |            |  |  |        |        |
|  | Satoshi Kataoka    | B+7,5       |  |  | Satoshi Kataoka    |               |                 |                  |             |             |  |  |            |            |  |  |        |        |
|  | Satoshi Yuki       |             |  |  | Rin Kaiho          | B+1,5         |                 |                  |             |             |  |  |            |            |  |  |        |        |
|  | Rin Kaiho          | B+R         |  |  |                    |               |                 |                  |             |             |  |  |            |            |  |  |        |        |

### Finale
La finale è una sfida al meglio delle cinque partite, il detentore Kōichi Kobayashi ha affrontato lo sfidante scelto tramite il processo di qualificazione.